# إنجلوود (كولورادو)
إنجلوود (بالإنجليزية: Englewood, Colorado)‏ هي مدينة تقع في مقاطعة أراباهو بولاية كولورادو في الولايات المتحدة. تأسست عام 1860, as Orchard Place, كولورادو، تبلغ مساحتها 17.1 (كم²)، وترتفع عن سطح البحر 1637 م، بلغ عدد سكانها 30255 نسمة في عام 2010 حسب إحصاء مكتب تعداد الولايات المتحدة .

## أعلام
- جوردن أنغيلي
- كالان فووت
- ديفيد يوجين إدواردز
- جون إل. سافاج
- جوزيف كروكت
- ديفيد كروكت غراهام
- مارشال ريد
- منى دينتون
- بايرون إل. جونسون

## وصلات خارجية
- City of Englewood